# Кокаїн (фільм)
«Кокаїн» (англ. «Blow») — кінофільм режисера Теда Демме, що вийшов 2001 року. Фільм заснований на реальній історії про життя американського контрабандиста Джорджа Джанга.

## Сюжет
Джордж Джанг, звичайний хлопець із передмістя, вирішив здійснити американську мрію своїм способом — стати першим американцем, що імпортують кокаїн у великих обсягах. Він створив собі ринок збуту, підсадивши на кокаїн найзнаменитіших людей США. Незабаром він розбагатів, йому вдавалося обводити навколо пальця не тільки ФБР, але й колумбійські наркокартелі.

## У ролях
- Джонні Депп — Джордж Янг
- Пенелопа Крус — Мірта Янг
- Франка Потенте — Барбара Баклі
- Пол Рубенс — Дерек Фореал
- Рейчел Гріффітс — Ермін Янг
- Жорді Молья — Дієго Дельгадо
- Кліфф Кертіс — Пабло Ескобар
- Мігель Сандовал — Августо Оліверас
- Ітан Саплі — «Тунець»
- Рей Ліотта — Фред Джанг
- Кевін Ґейдж — Леон Мінгелла
- Тоні Амендола — Санчес
- Джеймі Кінг — Крістіна Янг
  - Емма Робертс — юна Крістіна Янг